# شهرستان هاشمیه
شهرستان هاشمیه (به عربی: قضاء الهاشمیة) یک شهرستان در عراق است که در استان بابل واقع شده‌است. شهر الهاشمیه مرکز این شهرستان به شمار می‌رود.